# Milo (rivière)
Pour les articles homonymes, voir Milo.

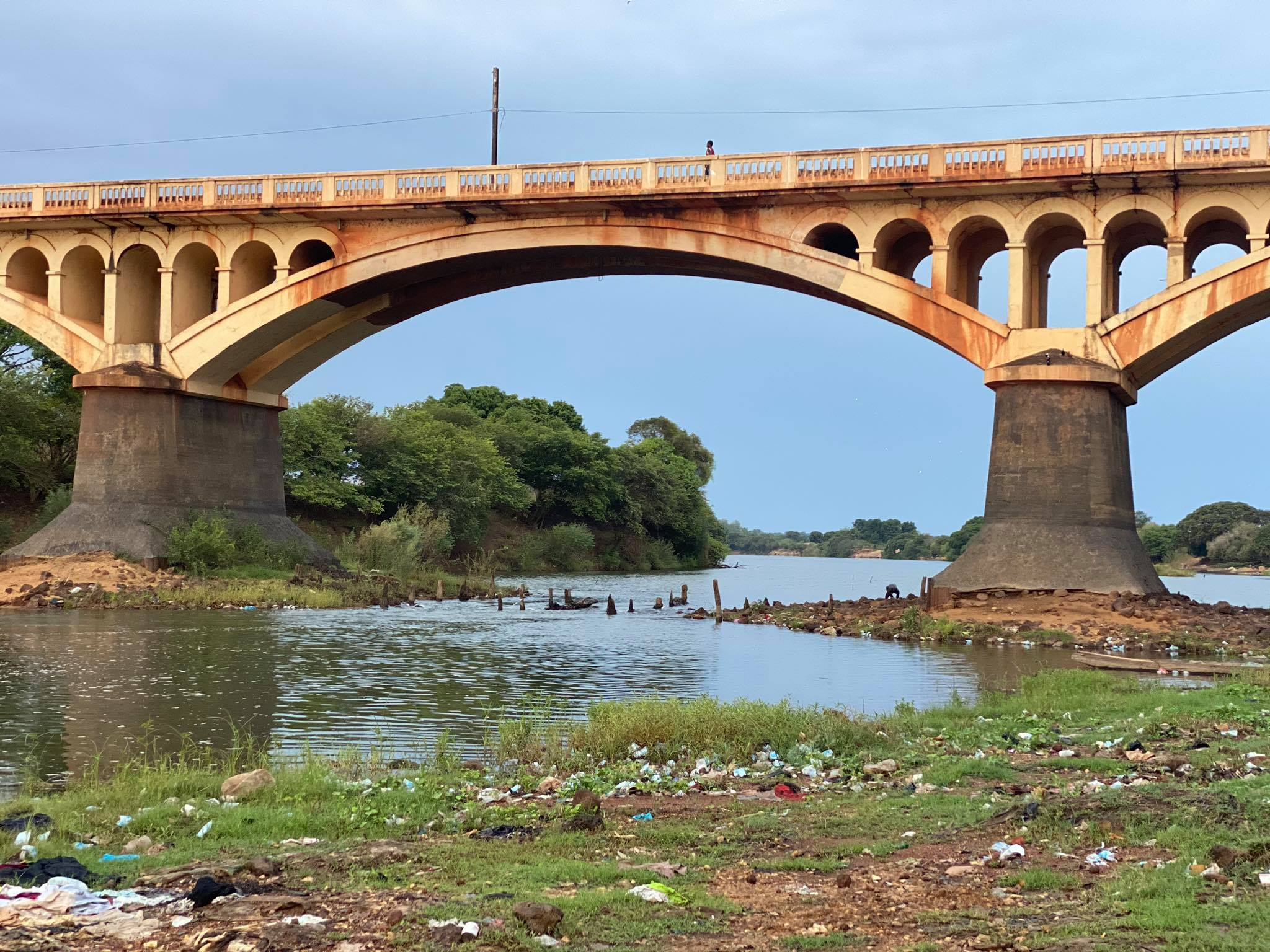
Pont sur le fleuve Milo

Le Milo est une rivière guinéenne, affluent du fleuve Niger. D'une longueur d'environ 330 km, son bassin versant couvre une superficie d'environ 13 500 km2
La source du Milo se trouve dans le sud de la Guinée, dans la région de Nzérékoré. La rivière coule ensuite vers le nord, à travers la région de Kankan, dont elle traverse la ville chef-lieu avant de rejoindre le fleuve Niger qu'elle rejoint à proximité du village de Niandankoro, une dizaine de kilomètres en amont de Siguiri.
C'est une rivière à régime pluvial, dont le débit varie substantiellement en fonction des saisons. Son débit annuel moyen a fortement varié depuis plusieurs dizaines d'années : avant 1960, le débit annuel moyen s'élevait à environ 275 km3 ; entre 1980 et 2004, le débit annuel moyen constaté n'était que de 160 km3.

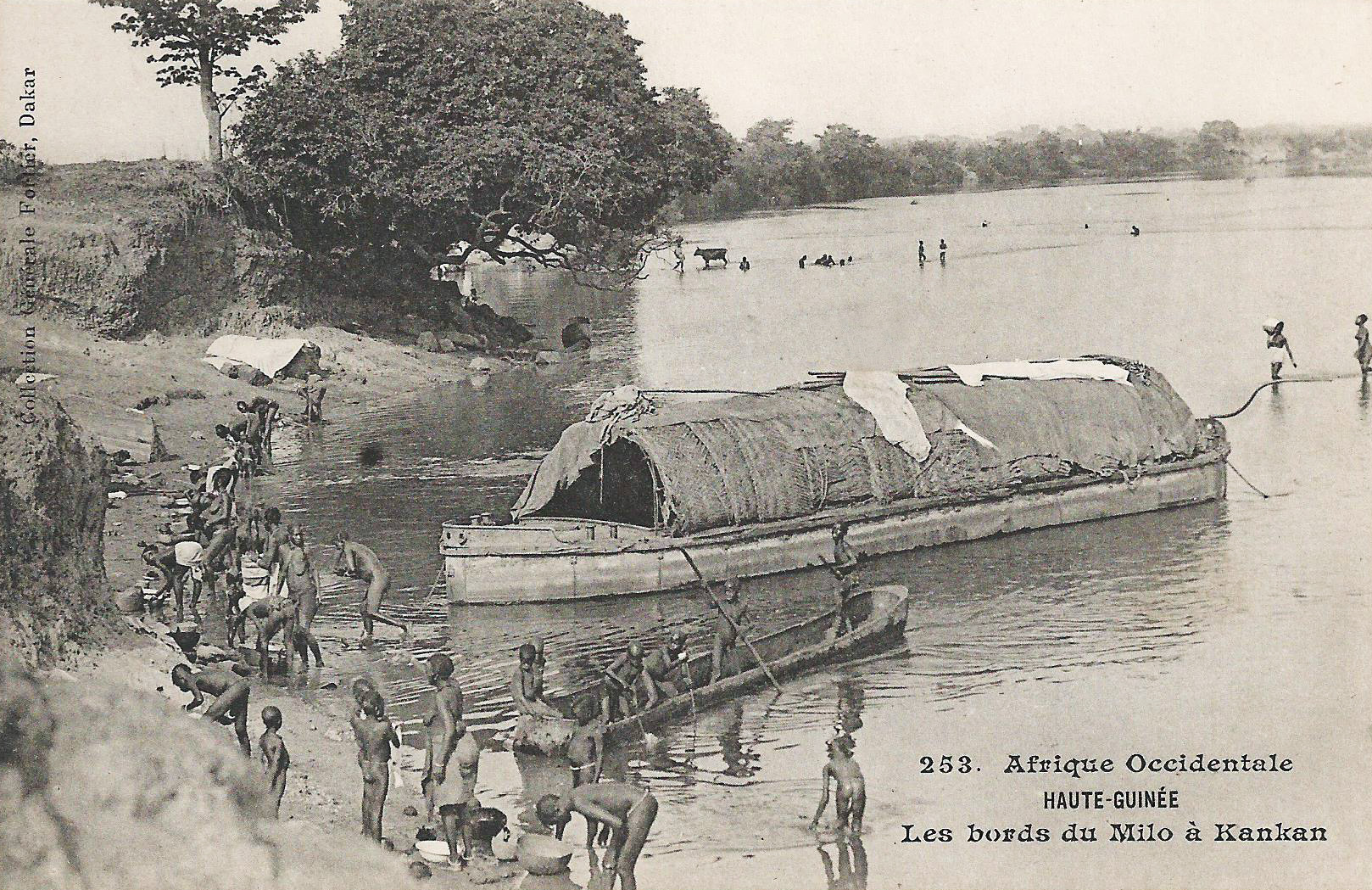
Les bords du Milo à Kankan, vers 1905.

La rivière est navigable pour des bateaux à fond plat entre Kankan et son embouchure dans le Niger. Cette caractéristique était importante lors de l'époque coloniale, où le Milo faisait partie intégrante de l'itinéraire de transport de l'Océan Atlantique à Bamako, via le chemin de fer à voie étroite de Conakry à Kankan, puis le Milo et le Niger jusqu'à Bamako. Cependant, depuis l'indépendance, le trafic international s'est fortement réduit.
La rivière et les zones humides environnantes sont répertoriées comme zones humides d'importance internationale au titre de la convention de Ramsar. Entre 1987 et 1989, la rivière a été fortement polluée par l'exploitation de mines de diamant.

## Galeries

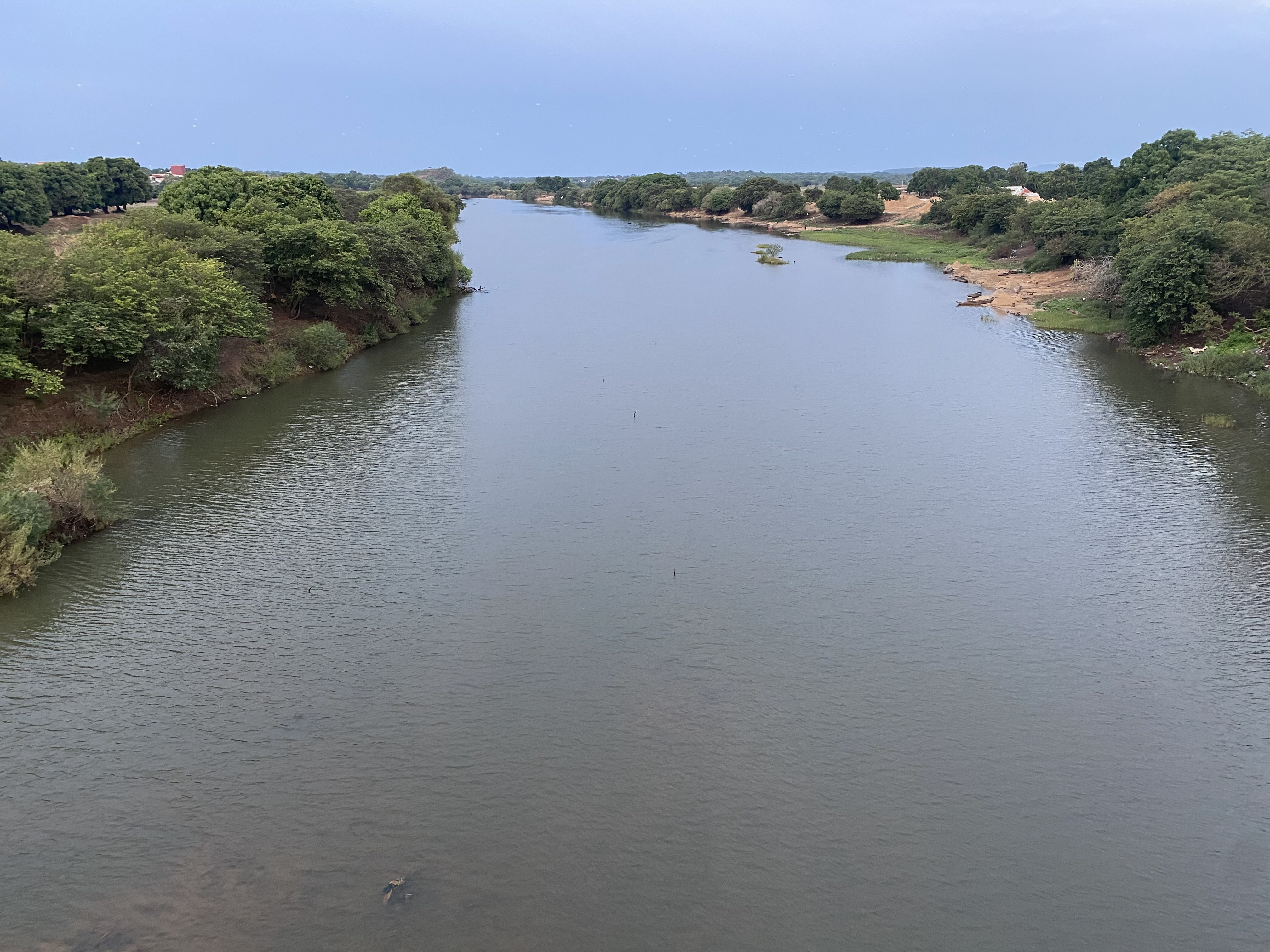
Lit du fleuve Milo
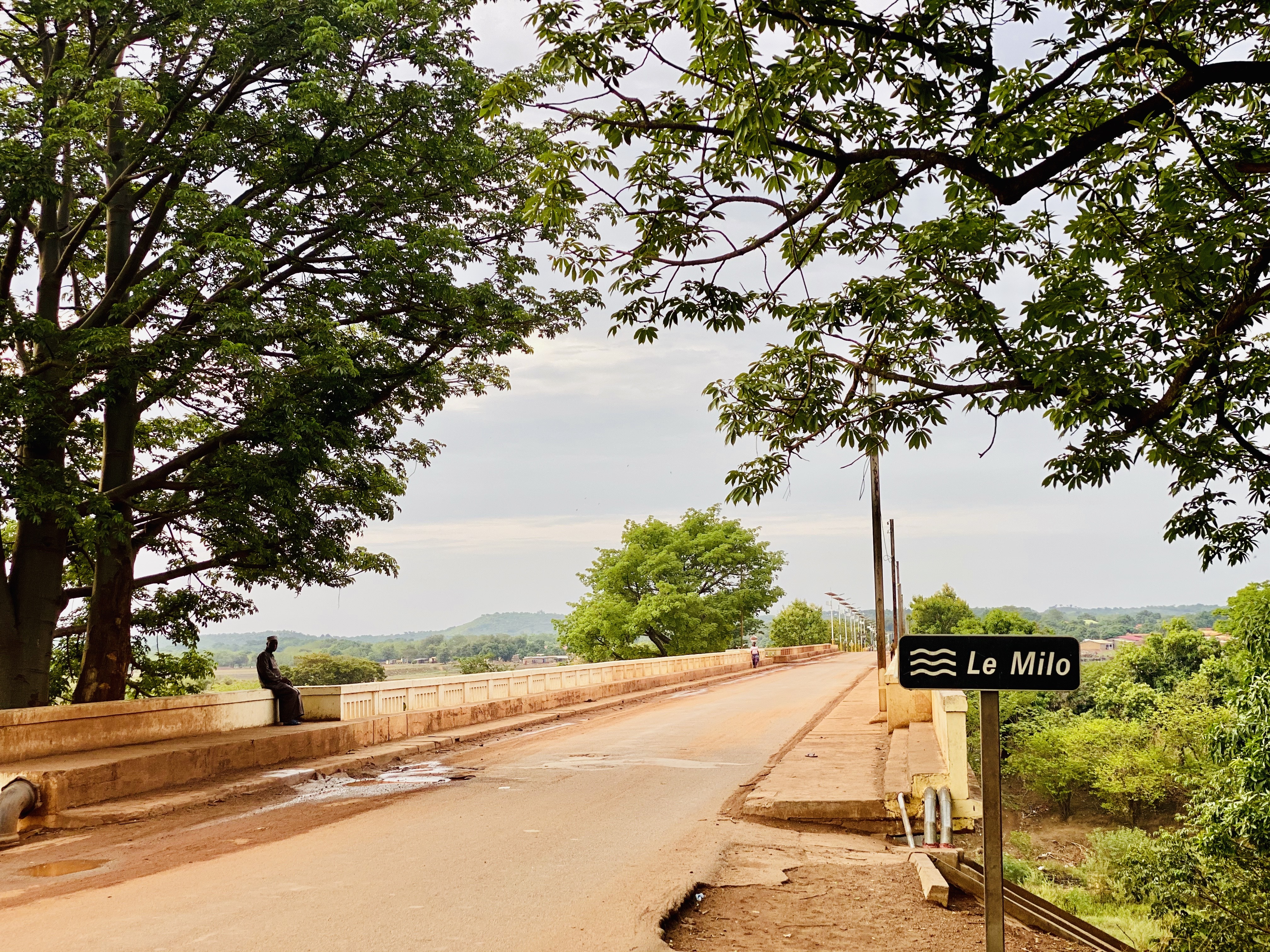
Pont sur le Milo
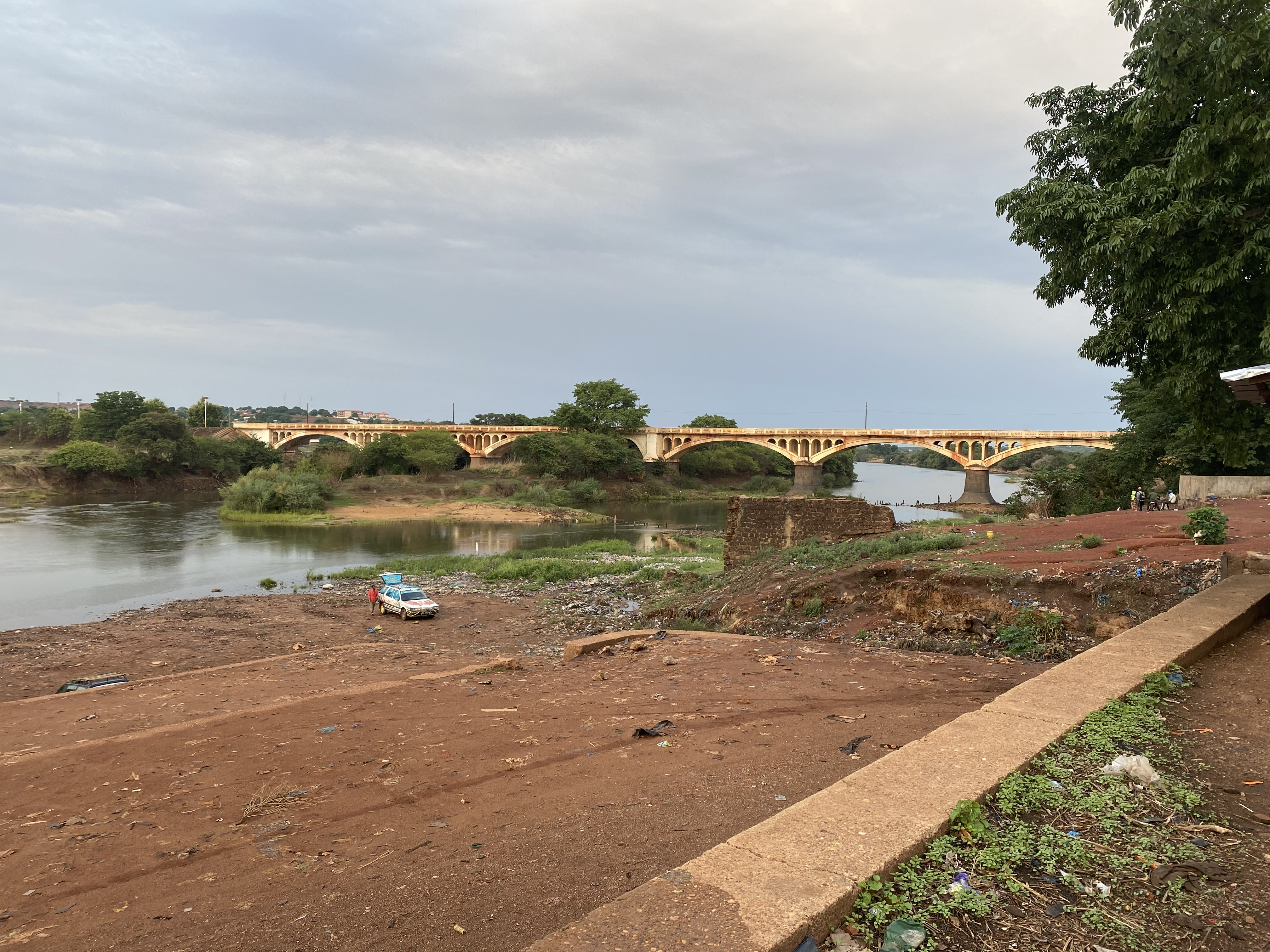
Vue du Pont sur le Milo
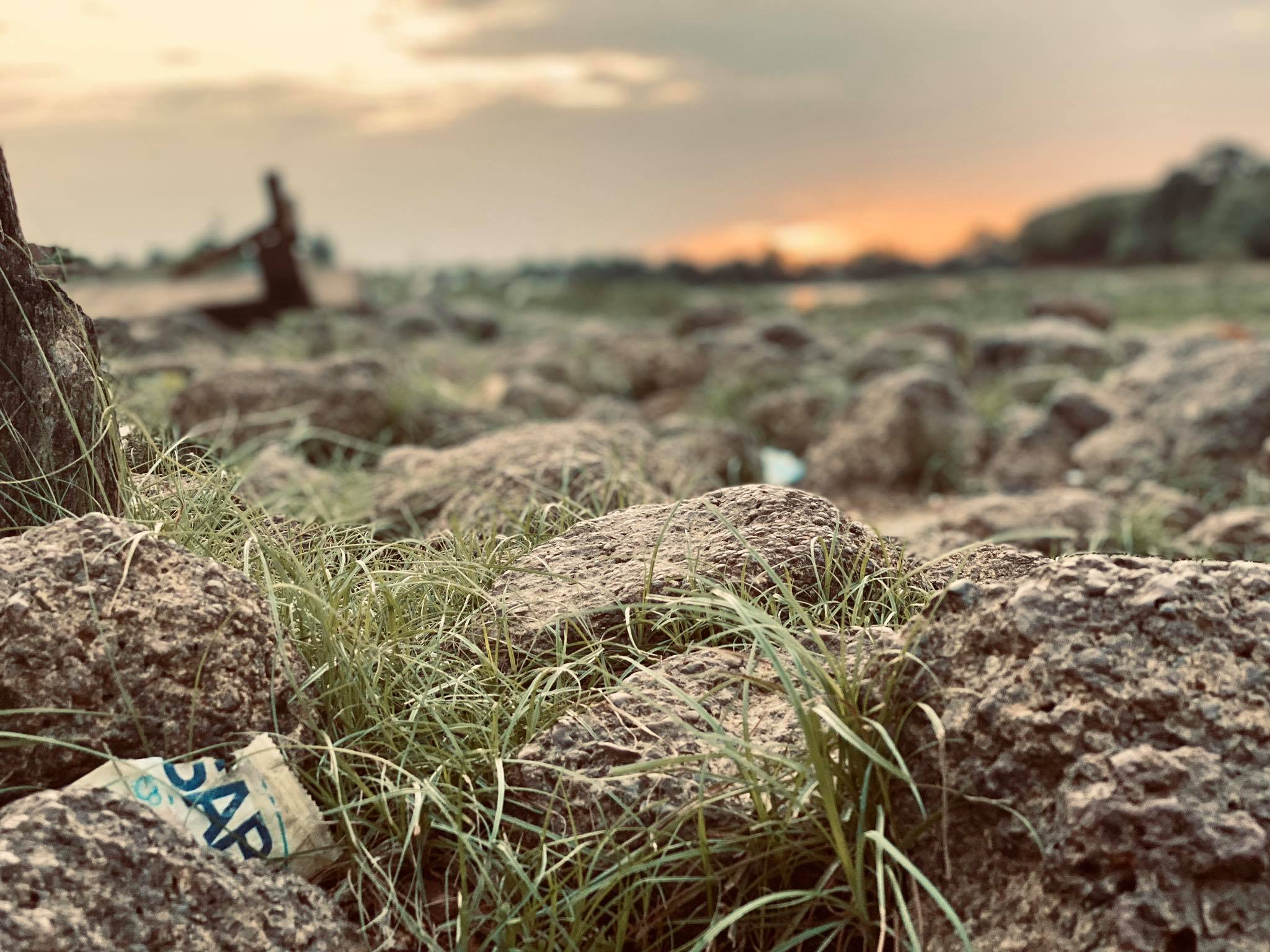
Font du lit du fleuve Milo
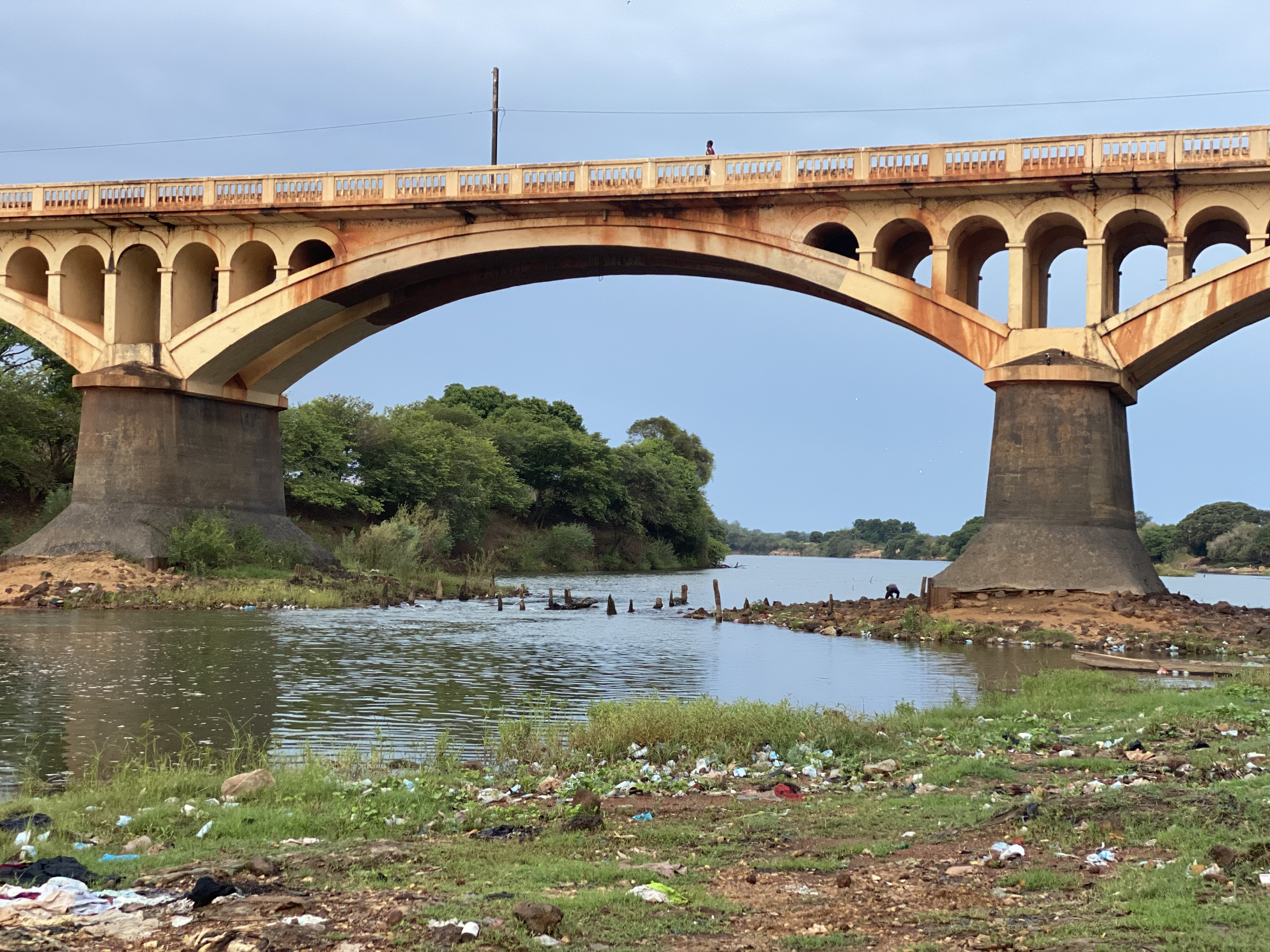
Pont du Milo